# Кириченко Андрій Анатолійович
Андрі́й Кириче́нко (нар. 13 листопада 1976, Харків) — композитор, музикант, засновник фестивалю прогресивної музики і медіа-арту Next Sound та лейблу Nexsound, автор проєктів RAYZ, Critikal, Sidhartha, NEX.

## Біографія
Андрій Кириченко народився 1976 року в м. Харків (Україна). Розпочав творчий шлях у 1991 році як учасник рок-групи, з 1998 року став частиною електронної музичної сцени. Здобув вищу освіту за фахом Спеціаліста зі штучного інтелекту у Харківському Національному Університету Радіоелектроніки.
У 2000 році Андрій створив Nexsound Records як платформу для просування на світову музичну сцену експериментальної музики з України. У 2002 році був номінований як кращий ембієнт виконавець за версією Das Musik; у Німеччині. У 2006 році номінований французьким Qwartz Electronic Music Awards у двох категоріях — «Відкриття» та «Багатообіцяючий музикант», та нагороджений у категорії «Відкриття».
У 2006—2007 роках був куратором фестивалю Деталі Звуку.
У 2007 році брав участь в українській експозиції на 52-му Венеціанському Бієнале. У 2008—2009 роках керував виданням про сучасну музику Gurkit.
З 2013 року є директором фестивалю прогресивної музики і медіаарту Next Sound в Києві, який також тісно працював у колаборації з фестивалем «Книжковий арсенал» у частині організації музичних програм.
З 2019 року викладач саунд-арту та саунд-дизайну на кафедрі Медіакомунікацій в Харківському національному університеті імені В. Н. Каразіна.
На сьогодні під різними псевдонімами Андрій встиг розширити свою дискографію понад 50 альбомами на таких лейблах, як: Staalplaat (Нідерланди), Ad Noiseam (Німеччина), Zeromoon (США), Spekk (Японія), Nexsound (Україна). Спільно працював з такими артистами, як: Francisco Lopez, Kim Cascone, Jeff Surak, Martin Brandmayr (Radian), Jason Kahn та ін. Провів живі виступи на фестивалях Club Transmediale (Німеччина), Ultrahang (Угорщина), Unsound (Польща), RX: TX (Словенія), RIXC (Латвія), Resistance (Словаччина) та на багатьох інших. Музика Андрія була використана у документальних та художніх стрічках Франції, Німеччини, України та Аргентини.

## Дискографія

### Сольні альбоми[5]
- 2017 — Overt / Spekk
- 2012 — Chrysalis / Nexsound
- 2008 — Misterrious / Spekk
- 2007 — Mort Aux Vaches / Mort Aux Vaches
- 2006 — Stuffed With/Out / Nexsound
- 2005 — True Delusion / Nexsound
- 2004 — Interplays, In Between / Ad Noiseam
- 2003 — Bees & Honey / Zeromoon
- 2003 — Kniga Skazok / Ad Noiseam
- 2002 — 00.00 (A Suite Of The Midnight) / Autoplate
- 2001 — Sidhartha / Retinascan

### Сингли та EP[5]
- 2015 — Enough Heaven / Nexsound
- 2003 — Andrey Kiritchenko Interprets Second Violin / Zeromoon
- 2002 — Altocumulus Inhomogentus / Tu M'p3
- 2002 — Frequently Occurring Fault / Retinascan

### Обрані спільні роботи[4]
- 2012 — Foreli (Zhadan & Ojra & Kiritchenko)
- 2010 — Uncap Cocoons (Andrey Kiritchenko & Andrey Bogatyryev)
- 2010 — A Tangle Of Mokosha (Ojra & Andrey Kiritchenko)
- 2007 — There was no end (Saralunden & Andrey Kiritchenko)
- 2006 — s/t (Courtis/Kiritchenko/Moglass)
- 2005 — Curious Kitchen (Paul Kust/Kotra/Andrey Kiritchenko)
- 2002—2005 — Mavje (Francisco Lopez & Andrey Kiritchenko)
- 2005 — Live on EM-Vizija (Andrey Kiritchenko & Kotra)
- 2003 — The Moglass & Andrey Kiritchenko
- 2002 — fourfold symmetry (Kim Cascone/Andrey Kiritchenko/Andreas Berthling/Kotra)